# 캐나다 교통부
캐나다 교통부(영어: Transport Canada, 프랑스어: Transports Canada)는 캐나다의 도로, 철도, 해상 및 항공 운송에 관한 규정, 정책 및 서비스 개발을 담당하는 캐나다 정부 내의 부서이다. TIC(교통, 기반 시설 및 커뮤니티) 포트폴리오의 일부이다. 캐나다 교통부는 온타리오주 오타와에 본부를 두고 있다.

## 역사
캐나다 교통부는 1935년 당시 캐나다의 변화하는 교통 환경을 인식하여 윌리엄 라이언 매켄지 킹 정부에 의해 만들어졌다. 이전 철도 및 운하부, 해병부, 그리고 클라렌스 디케이터 하우 산하의 국방부 민간항공부(1927년 항공 위원회를 대체함 )의 3개 부서를 합병했으며, 이들은 포트폴리오를 사용하여 모든 형태의 운송(공기, 물, 육지)의 거버넌스와 제공을 합리화한다. 그는 전국 항만 위원회와 트랜스 캐나다 항공을 만들었다. 교통부법은 1936년 11월 2일에 발효되었다.
1994년 연방 정부 개편 이전에 캐나다 교통부는 캐나다 해안 경비대, 세인트 로렌스 씨웨이, 공항 및 항구, 비아 레일 및 CN 레일을 포함한 광범위한 운영 책임을 맡았다. 그 당시 캐나다 교통국에 대한 상당한 삭감으로 인해 CN 레일은 민영화되고 해안 경비대는 어업 및 해양으로, 항로와 다양한 항구와 공항은 지역 운영 당국으로 이전되었다. 캐나다 교통부는 이 과정에서 교통 운영보다는 정책과 규제에 중점을 둔 부서로 등장했다.
2004년 캐나다 교통부는 공항과 민간 항공 보안을 강화하기 위해 비승객 검사를 도입했다.

## 본부
캐나다 교통부의 본부는 Place de Ville, Tower C의 오타와에 있다. 캐나다 교통부는 또한 다음 지역에 지역 본부를 두고 있다.
- 밴쿠버 – 캐나다 정부 청사, 820-800 Burrard Street
- 에드먼턴 – 캐나다 플레이스, 9700 Jasper Avenue NW
- 위니펙 – 맥도날드 빌딩, 344 Edmonton Street
- 토론토 – 캐나다 정부 청사, 4900 Yonge Street
- 몬트리올 – 피에르 엘리엇 트뤼도 공항, 700 Place Leigh-Capreol
- 멍크턴 – 헤리티지 빌딩, 95 Foundry Street

## 구조
- 교통부 장관
- 캐나다 교통부 차관
- 부차관보
- 안전 및 보안 차관보
- 안전 및 보안 부차관보
- 프로그램 부차관보
- 정책 차관보
- 기업 서비스 차관보
- 최고 디지털 책임자
- 해양 보호 계획 집행 책임자
- 커뮤니케이션 담당 이사
- 최고 감사 및 평가 책임자
- 부서 법률 고문
- 대서양 지역국장
- 퀘벡 지역 총무
- 온타리오 지역국장
- 프레리 및 북부 지역 국장
- 태평양 지역 차관보

## 강제력
캐나다 교통부는 항공법, 위험물 운송법, 자동차 안전법, 캐나다 교통법, 철도안전법, 캐나다 해운법, 2001, 해상 운송 보안법 등 여러 캐나다 법률을 시행할 책임이 있다. 교통부 장관으로부터 권한을 위임받은 각 검사관은 오른쪽과 같이 권한을 행사할 수 있는 공식 자격 증명을 받는다. 이 조사관은 캐나다 형법에 규정된 공무원이다.